# Gerald Takwara
Gerald Takwara (Harare, 29 ottobre 1994) è un calciatore zimbabwese, centrocampista dell'Al-Mina'a e della nazionale zimbabwese.

## Carriera

### Nazionale
Debutta con la nazionale zimbabwese il 4 luglio 2015 scendendo in campo nel match di qualificazione per il Campionato delle nazioni africane 2016 pareggiato 0-0 contro le Comore.
Nel 2017 conquista la Coppa COSAFA giocando da titolare tutti gli incontri della fase finale.
Nel 2021 viene convocato per la Coppa delle nazioni africane 2021.

## Statistiche
Statistiche aggiornate al 30 dicembre 2021.

### Cronologia presenze e reti in nazionale
| Cronologia completa delle presenze e delle reti in nazionale ― Zimbabwe | Cronologia completa delle presenze e delle reti in nazionale ― Zimbabwe | Cronologia completa delle presenze e delle reti in nazionale ― Zimbabwe | Cronologia completa delle presenze e delle reti in nazionale ― Zimbabwe | Cronologia completa delle presenze e delle reti in nazionale ― Zimbabwe | Cronologia completa delle presenze e delle reti in nazionale ― Zimbabwe | Cronologia completa delle presenze e delle reti in nazionale ― Zimbabwe | Cronologia completa delle presenze e delle reti in nazionale ― Zimbabwe |
| Data                                                                    | Città                                                                   | In casa                                                                 | Risultato                                                               | Ospiti                                                                  | Competizione                                                            | Reti                                                                    | Note                                                                    |
| ----------------------------------------------------------------------- | ----------------------------------------------------------------------- | ----------------------------------------------------------------------- | ----------------------------------------------------------------------- | ----------------------------------------------------------------------- | ----------------------------------------------------------------------- | ----------------------------------------------------------------------- | ----------------------------------------------------------------------- |
| 4-7-2015                                                                | Moroni                                                                  | Comore                                                                  | 0 – 0                                                                   | Zimbabwe                                                                | Qual. CHAN 2016                                                         | -                                                                       |                                                                         |
| 19-1-2016                                                               | Gisenyi                                                                 | Zimbabwe                                                                | 0 – 1                                                                   | Zambia                                                                  | CHAN 2016 - 1º turno                                                    | -                                                                       | 38’                                                                     |
| 26-6-2017                                                               | Moruleng                                                                | Mozambico                                                               | 0 – 4                                                                   | Zimbabwe                                                                | COSAFA Cup 2017 - 1º turno                                              | -                                                                       |                                                                         |
| 28-6-2017                                                               | Rustenburg                                                              | Zimbabwe                                                                | 0 – 0                                                                   | Madagascar                                                              | COSAFA Cup 2017 - 1º turno                                              | -                                                                       | 92’                                                                     |
| 30-6-2017                                                               | Rustenburg                                                              | Zimbabwe                                                                | 6 – 0                                                                   | Seychelles                                                              | COSAFA Cup 2017 - 1º turno                                              | -                                                                       |                                                                         |
| 2-7-2017                                                                | Rustenburg                                                              | eSwatini                                                                | 1 – 2                                                                   | Zimbabwe                                                                | COSAFA Cup 2017 - Quarti di finale                                      | -                                                                       |                                                                         |
| 5-7-2017                                                                | Moruleng                                                                | Lesotho                                                                 | 3 – 4                                                                   | Zimbabwe                                                                | COSAFA Cup 2017 - Semifinale                                            | -                                                                       |                                                                         |
| 9-7-2017                                                                | Rustenburg                                                              | Zambia                                                                  | 1 – 3                                                                   | Zimbabwe                                                                | COSAFA Cup 2017 - Finale                                                | -                                                                       |                                                                         |
| 11-11-2021                                                              | Johannesburg                                                            | Sudafrica                                                               | 1 – 0                                                                   | Zimbabwe                                                                | Qual. Mondiali 2022                                                     | -                                                                       |                                                                         |
| 14-11-2021                                                              | Harare                                                                  | Zimbabwe                                                                | 1 – 1                                                                   | Etiopia                                                                 | Qual. Mondiali 2022                                                     | -                                                                       |                                                                         |
| 10-1-2022                                                               | Bafoussam                                                               | Senegal                                                                 | 1 – 0                                                                   | Zimbabwe                                                                | Coppa d'Africa 2021 - 1º turno                                          | -                                                                       |                                                                         |
| 19-11-2023                                                              | Butare                                                                  | Zimbabwe                                                                | 1 – 1                                                                   | Nigeria                                                                 | Qual. Mondiali 2026                                                     | -                                                                       |                                                                         |
| 10-9-2024                                                               | Kampala                                                                 | Zimbabwe                                                                | 0 – 0                                                                   | Camerun                                                                 | Qual. Coppa d'Africa 2025                                               | -                                                                       |                                                                         |
| 25-3-2025                                                               | Uyo                                                                     | Nigeria                                                                 | 1 – 1                                                                   | Zimbabwe                                                                | Qual. Mondiali 2026                                                     | -                                                                       |                                                                         |
| Totale                                                                  |                                                                         | Presenze                                                                | 14                                                                      |                                                                         | Reti                                                                    | 0                                                                       |                                                                         |

## Palmarès

### Nazionale
- COSAFA Cup: 1

2017